# Esteban Echeverría (partido)
Pour le poète argentin, voir Esteban Echeverría
Esteban Echeverría est un partido de la province de Buenos Aires dont la capitale est Monte Grande.
Le nom du partido rend hommage au poète argentin Esteban Echeverría.
Ce partido fait partie du groupe des 24 partidos de la province de Buenos Aires constituant, avec la capitale fédérale, le Grand Buenos Aires.